# Julia Cameron
Julia Cameron, född 4 mars 1948 i Illinois, är en amerikansk författare. Hon är mest känd för sin bok The Artist's Way (1992), som heter Lev Kreativt på svenska.
Julia Cameron påbörjade sina studier på Georgetown University och fortsatt på Fordham University.  Hon började som journalist på The Washington Post för att senare fortsätta på Rolling Stone. Det var under en intervju för Rolling Stone som hon träffade Martin Scorsese som hon senare kom att gifta sig med.

### Facklitteratur
- The Artist's Way Every Day: A Year of Creative Living (Tarcher, 2009)
- Prayers to the Great Creator: Prayers and Declarations for a Meaningful Life (Tarcher, 2008)
- The Writing Diet: Write Yourself Right-Size (Tarcher, 2007; ISBN 1585425710 )
- Floor Sample (Tarcher, 2006; ISBN 1-58542-494-3), a memoir
- How to Avoid Making Art  (2006; ISBN 1-58542-438-2), illustrated by Elizabeth Cameron
- The Sound of Paper (Tarcher, 2004; Hardcover ISBN 1-58542-288-6)
- Supplies: A Troubleshooting Guide for Creative Difficulties (Tarcher, 2003; Rev&Updtd edition ISBN 1-58542-212-6)
- Walking in this World (Tarcher, 2003; Reprint edition ISBN 1-58542-261-4)
- The Artist's Way, 10th Annv edition (Tarcher, 2002; ISBN 1-58542-146-4)
- Inspirations: Meditations from The Artist's Way (Tarcher, 2001;ISBN 1-58542-102-2)
- God is Dog Spelled Backwards (Tarcher, 2000; ISBN 158542062X)
- God is No Laughing Matter (Tarcher, 2000; ISBN 1585420654)
- Supplies: A Pilot's Manual for Creative Flight (2000)
- The Artist's Date Book (Tarcher, 1999; ISBN 0874776538  ), illustrated by Elizabeth Cameron Evans
- Money Drunk Money Sober (Ballantine Wellspring, 1999; ISBN 0345432657)
- The Writing Life (Sounds True, 1999; ISBN 1564557251)
- Transitions (Tarcher, 1999; ISBN 0-87477-995-2)
- The Artist's Way at Work (Pan, 1998; ISBN 0330373196)
- Blessings (Tarcher, 1998; ISBN 0-87477-906-5)
- The Right to Write: An Invitation and Initiation into the Writing Life (Tarcher, 1998; ISBN 1-58542-009-3)
- Heart Steps (Tarcher, 1997; ISBN 0-87477-899-9)
- The Vein of Gold (1997; ISBN 0-87477-836-0)
- The Artist's Way Morning Pages Journal (Tarcher, 1995; ISBN 0-87477-886-7)
- The Money Drunk (1993)
- The Artist's Way (1992)

### Skönlitteratur
- Popcorn: Hollywood Stories (Really Great Books, 2000; ISBN 1-893329-12-7)
- The Dark Room (Carroll & Graf Pub,1998; ISBN 0-7867-0564-7)

### Musikaler
- Avalon
- Magellan
- The Medium at Large

### Pjäser
- Four Roses
- Public Lives
- The Animal in the Trees

### Poesi
- This Earth (Sounds True, 1997; ISBN 1564555496)
- Prayers for the little ones (Renaissance Books, 1999; ISBN 1580630480)
- Prayers to the nature spirits (Renaissance Books, 1999; ISBN 1580630472
- The Quiet Animal

### Film
- God's Will

### TV
- Miami Vice "Junk Love"